# Багтыярлык-Лебап
Футбольный клуб «Багтыярлык» (туркм. Bagtyýarlyk) — туркменский футбольный клуб из Туркменабада, выступающий в Первой лиге Туркменистана. Официальной датой основания считается 2008 год. Бронзовый призёр чемпионатов Туркменистана 1996, 2002 и 2010 годов, обладатель Кубка Туркменистана 2002.

## Названия
- 1992—1995 — «Лебап»
- 1996 — «Экскаваторщик-Лебап»
- 1997 — «Лебап»
- 1998—2001 — «Джейхун»
- 2002—2003 — «Каракум»
- до июля 2008 — «Лебап»
- июль 2008—2009 — «Багтыярлык»
- 2010—2012 — «Лебап»
- 2013—2016 — «Багтыярлык-Лебап»
- 2018 — «Багтыярлык»

## История
Клуб принимает участие в чемпионатах Туркменистана с 1992 года. В сезоне-1996 к названию «Лебап» добавилась приставка «Экскаваторщик». В зимний перерыв чемпионата-1997/98 команда была переименована в «Джейхун».
С 2002 года клуб именовался «Каракум». В тот год команда стала обладателем Кубка Туркменистана, а в числе ведущих игроков были Виталий Аликперов, Зариф Эрешев, Язгулы Ходжагельдыев, Берды Нурмурадов, Николай Ермилов (вратарь, который в финале Кубка отразил 2 пенальти в послематчевой серии).
Но уже в 2003 году команду заподозрили в намеренных отказах в выездах на матчи, из-за чего во второй половине чемпионата клуб не выступал. Из-за финансовых трудностей он не участвовал в чемпионатах Туркменистана до 2008 года[2].
C 2013 года клуб начал выступать под названием «Багтыярлык-Лебап». По итогам сезона-2014 он вылетел из Высшей лиги, заняв последнее место и набрав всего 9 очков в 26 матчах. С 2015 года клуб выступал в Первой лиге Туркменистана.

## Достижения
Чемпионат Туркменистана по футболу
- Бронзовый призёр (3): 1996, 2002, 2010

Кубок Туркменистана
- Обладатель (1): 2002